# Baron (Oise)
Baron – miejscowość i gmina we Francji, w regionie Hauts-de-France, w departamencie Oise.
Według danych na rok 1990 gminę zamieszkiwało 741 osób, a gęstość zaludnienia wynosiła 35 osób/km² (wśród 2293 gmin Pikardii Baron plasuje się na 386. miejscu pod względem liczby ludności, natomiast pod względem powierzchni na miejscu 66.).